# Idiops fossor
Idiops fossor is een spinnensoort uit de familie van de valdeurspinnen (Idiopidae).
De wetenschappelijke naam van de soort werd in 1900 als Acanthodon fossor gepubliceerd door Reginald Innes Pocock.